# 横冲水库
横冲水库是中国云南省昆明市呈贡区境内的一座水库，位于柴王河上，建于1958年。水库正常库容为656万立方米，集雨面积为26平方千米，海拔为2023.35米。